# Винаги на пост
„Винаги на пост“ (на английски: Observe and Report) е американска черна комедия от 2009 г. на режисьора Джоди Хил Сет Роугън, Майкъл Пеня, Рей Лиота и Ана Фарис. Пуснат е на 10 април 2009 г. и печели 27 млн. щ.д.